# Abendrothschule Cuxhaven
Die Abendrothschule Cuxhaven in Cuxhaven, Abendrothstraße 20, wurde am Anfang des 20. Jahrhunderts gebaut.
Das Gebäude steht unter Denkmalschutz und ist in der Liste der Baudenkmale in Cuxhaven enthalten.

## Geschichte und Beschreibung
Das dreigeschossige verklinkerte Gebäude von 1907 mit zwei kleinen Seitenflügeln, einem hohen Sockelgeschoss, dem Mezzaningeschoss und einem mittigen Turmaufsatz mit einer welschen Glockenhaube, einer Laterne und der Uhr sowie einem Walmdach wurde im Baustil des Historismus als Volksschule für Knaben mit 15 Klassenräumen gebaut. Bis 1934 war sie eine reine Knabenschule und danach eine Mädchenschule. 1970 wurde sie eine Grundschule für Jungen und Mädchen. 2003/04 wurde die Schule modernisiert.

### Abendrothschule
Die Abendrothschule wird heute als dreizügige Grundschule genutzt und hat zwölf Klassenräume, zwei Förderräume, einen Werkraum, eine Lehrküche, einen Schulkinderhort, die Aula und die Schulbücherei sowie eine große und eine kleine Sporthalle. Schulleiterin ist aktuell (2024) Kerstin Werche.
Die Schule wurde nach dem Hamburger Juristen, Senator, Ritzebütteler Amtmann und ab 1831 Bürgermeister August Abendroth (1767–1842) benannt.
Der Förderverein der Abendroth-Grundschule Cuxhaven unterstützt die Schule. Der Schullandheimverein von 1970 ist Träger des zur Abendrothschule gehörenden Schullandheimes in der Wingst.  
Das Amandus-Abendroth-Gymnasium befindet sich in der Nachbarschaft.